# Kibera

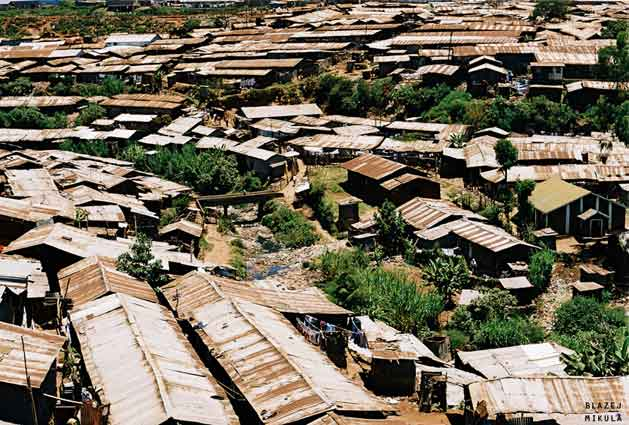
Kibera

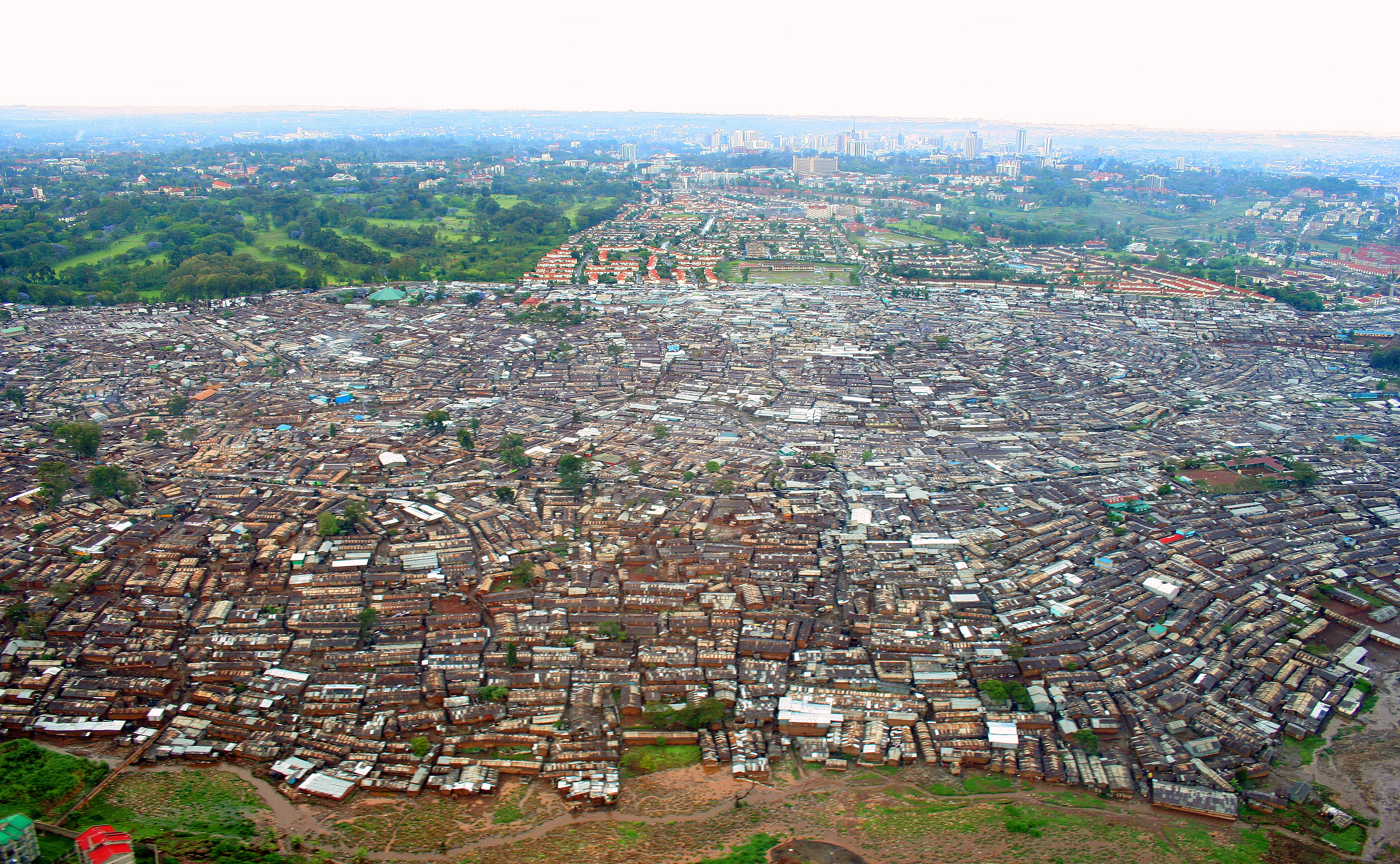
vista de Kibera, Nairobi, Kenia

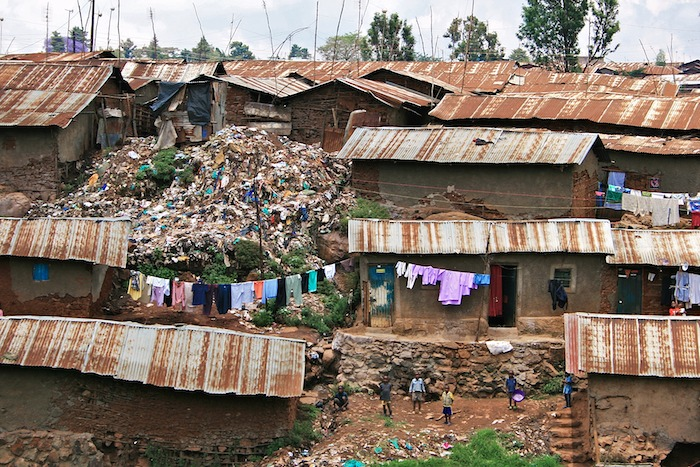
vista de Kibera, Nairobi, Kenia (2008)

Kibera  (en nubi : 'bosque' o 'jungla') es un asentamiento informal en los suburbios de Nairobi (capital de Kenia), que constituye la mayor barriada pobre del país y el segundo más grande de África con más de 1 millón de habitantes.
La mayoría de los residentes de los barrios marginales de Kibera viven en la pobreza extrema y ganan menos de US$1,00 al día. Las tasas de desempleo son altas. Las personas que viven con el VIH en los barrios marginales son muchas, al igual que los casos de SIDA. Los casos de agresión y violación son comunes. Hay pocas escuelas y la mayoría de la gente no puede pagar la educación de sus hijos. El agua limpia es escasa. Las enfermedades causadas por la falta de higiene son frecuentes. La gran mayoría que vive en los barrios marginales carece de acceso a los servicios básicos, incluida la electricidad, el agua corriente y la atención médica.
El Gobierno inició un programa de limpieza para reemplazar el barrio marginal con un distrito residencial de apartamentos de gran altura y para reubicar a los residentes en estos nuevos edificios una vez terminados.
El vecindario está dividido en varios pueblos, incluidos Kianda, Soweto East , Gatwekera , Kisumu Ndogo , Lindi , Laini Saba , Siranga , Makina , Salama, Ayany y Mashimoni.

## Historia
Los primeros asentamientos en Kibera remontan al año 1912, cuando el gobierno colonial británico instaló a los soldados nubianos (o sudaneses) quienes habían pertenecido a los “Kings African Rifles”, en un territorio que más tarde sería llamado Kibera, que significa ‘bosque’ en idioma nubio.
El gobierno británico hizo entonces de Kibera una reserva militar y la estableció oficialmente como tierra de residencia para los soldados nubianos y sus familias a partir de 1918. En esta época Kibera era un lugar arbolado de 4000 hectáreas, que contaba apenas con 600 habitantes.
En 1928 el ejército británico decidió transferir la administración de Kibera al Consejo Municipal. Los derechos de propiedad existentes fueron retirados a los habitantes, solicitándoles la presentación de pruebas según un procedimiento largo y fastidioso, con el fin de probar su origen nubiano. Los nubianos fueron declarados “Tenants of the Crown” (o Inquilinos de la Corona), lo que significaba que el gobierno podía en todo momento acabar con su estatus de propietarios. Toda estructura construida en Kibera corría el riesgo de ser destruida en caso de que el estado decidiera construir un proyecto gubernamental en el mismo lugar.
Los problemas de salud en Kibera devinieron tan rápidamente que en 1948 hubo una primera demanda de deslocalización general. A pesar de esto, la ciudad continuaba agrandándose, pasando de 6.000 habitantes en 1965 a 62.000 en 1980, después 248.360 en 1992 y finalmente 500.000 en 1998. Con una tasa de crecimiento anual del 17%, el número actual de habitantes variaría en 2006 entre 700.000 y 1.000.000, y esto para una densidad de más de 2000 personas por hectárea. Con una densidad de 3,2 a 4,6 personas por habitación, Kibera está actualmente considerado como el mayor “barrio de chabolas” o la mayor “favela” de África.
En Kibera vive Mama Tunza, la filántropa que, prácticamente sin recursos, mantiene a más de 350 niños indigentes.

## Mejoramiento del barrio
El suelo en gran parte de Kibera está compuesto de desechos y basura. Kibera es uno de los barrios marginales más estudiados de África, no solo porque se encuentra en el centro de la ciudad moderna, sino también porque UN-HABITAT, la agencia de las Naciones Unidas para los asentamientos humanos, tiene su sede cerca. Ban Ki-moon visitó el asentamiento un mes después de su selección como secretario general de la ONU.
Kibera, como uno de los barrios marginales más pronunciados dentro de Kenia, está experimentando un proceso intensivo de mejora de barrios marginales. El gobierno, UN-HABITAT y un contingente de ONG, en particular Maji na Ufanisi, están incursionando en los asentamientos en un intento de mejorar las condiciones sanitarias y de vivienda.
Hay tres factores significativos que complican la construcción o mejora dentro de Kibera:
- El primero es la tasa de delitos menores y graves. Los materiales de construcción no pueden dejarse desatendidos por mucho tiempo en ningún momento porque existe una gran posibilidad de que los roben. No es raro que los propietarios de viviendas dañadas por tormentas tengan que acampar sobre los restos de sus casas hasta que se puedan hacer las reparaciones, para proteger las materias primas de los posibles ladrones.
- El segundo es la falta de cimientos para los edificios. El suelo en gran parte de Kibera está literalmente compuesto de desperdicios y basura. Las viviendas a menudo se construyen sobre este suelo inestable y, por lo tanto, muchas estructuras se derrumban cada vez que la barriada experimenta inundaciones, lo que ocurre con regularidad. Esto significa que incluso los edificios bien construidos a menudo resultan dañados por el derrumbe de los cercanos mal construidos.
- El tercer factor de complicación es la topografía inflexible y la estrecha expansión del área. Pocas casas tienen acceso para vehículos y muchas se encuentran al pie de pendientes pronunciadas (lo que aumenta el riesgo de inundaciones). Esto significa que cualquier esfuerzo de construcción se hace más difícil y costoso por el hecho de que todos los materiales deben traerse a mano.

### Limpieza

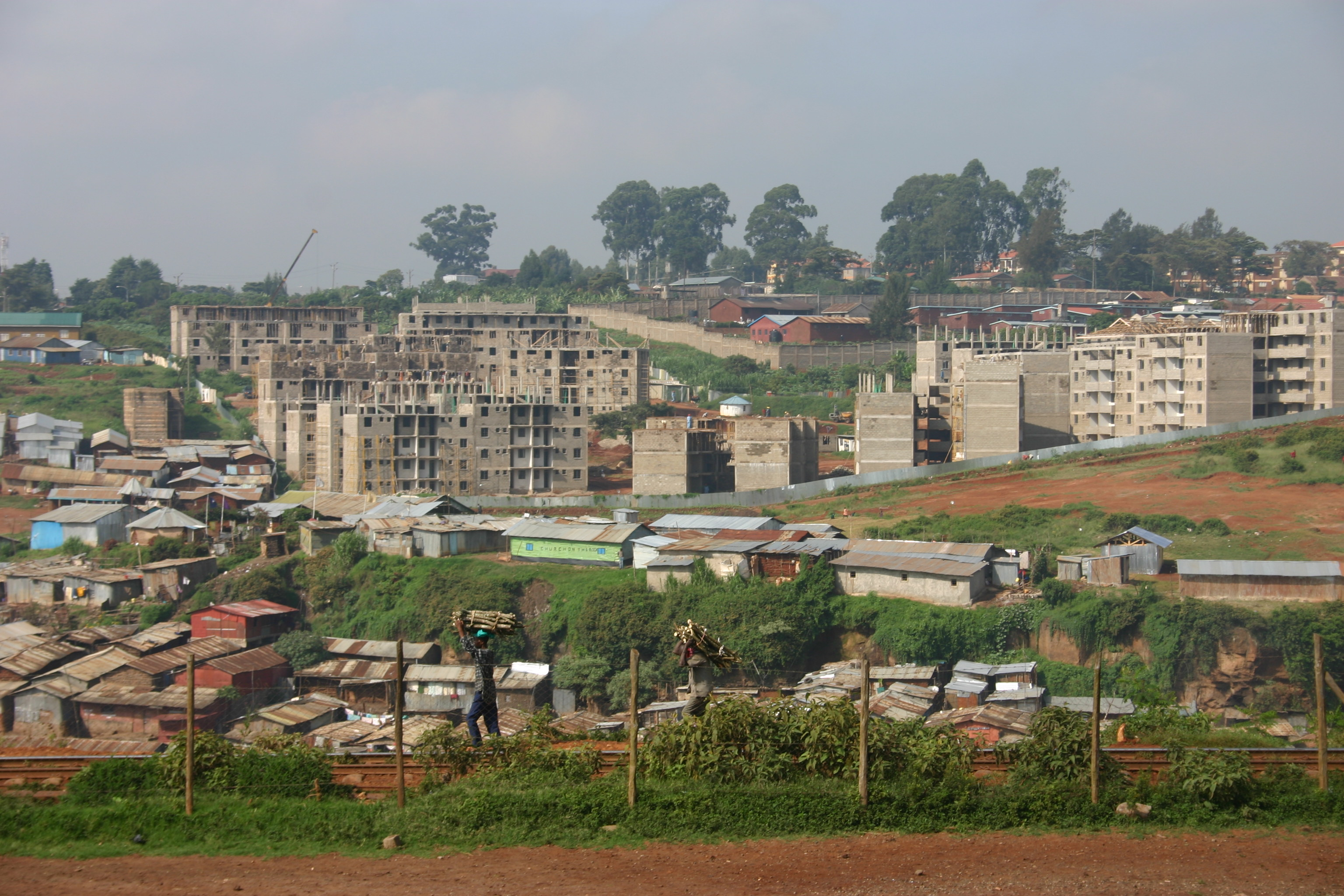
Nuevos departamentos construidos adyacente a Kibera

El 16 de septiembre de 2009, el gobierno de Kenia, que reclama la propiedad de la tierra en la que se encuentra Kibera, inició un plan de movimiento a largo plazo que realojará a las personas que viven en barrios marginales de Nairobi.
Se esperaba que la limpieza de Kibera tardara entre dos y cinco años en completarse. Se planificó que todo el proyecto duraría nueve años y realojaría a todos los residentes de los barrios marginales de la ciudad. El proyecto contó con el respaldo de las Naciones Unidas y el ex primer ministro Raila Odinga, quien fue diputado del área, y se esperaba que costara $ 1.2 mil millones. Se planificó que las nuevas comunidades incluyeran escuelas, mercados, parques infantiles y otras instalaciones. El primer lote de alrededor de 1.500 personas que abandonaron la barriada fue trasladado en camión el 16 de septiembre de 2009 a las 6:30 a. m. hora local y fue realojado en 300 apartamentos recién construidos con un alquiler mensual de alrededor de $10.
El inicio del proyecto se pospuso varias veces cuando el primer ministro Odinga no estuvo disponible para supervisar el primer día. El primer día se le unieron la ministra de Vivienda, Soita Shitanda, y su asistente, Margaret Wanjiru, y los tres ayudaron a los residentes a cargar sus pertenencias en los camiones. También estuvieron presentes varias docenas de policías armados para supervisar los arreglos y disuadir cualquier resistencia.
El proceso ha sido impugnado legalmente por más de 80 personas, y el Tribunal Superior de Kenia ha declarado que el gobierno no puede comenzar los trabajos de demolición hasta que el caso se vea en octubre, pero podrá demoler las casas de las personas que se vayan voluntariamente antes de esa fecha. Los 80 demandantes son una mezcla de terratenientes de clase media y residentes de Kibera, y afirman que la tierra en Kibera es suya y que, por lo tanto, el gobierno no tiene derecho a demoler las chozas. La comunidad nubia, que ha vivido en la tierra durante casi 100 años, también está decepcionada con el esquema, y un anciano ha dicho que las viviendas actuales deberían mejorarse en su lugar.
El proyecto también ha sido criticado por urbanistas que dicen que corre el riesgo de repetir los errores de esquemas anteriores, cuando las familias pobres compartían apartamentos de dos habitaciones con una o dos familias más para pagar el alquiler, o los subarrendaban a familias de clase media. y se mudó de nuevo a los barrios marginales. Los trabajadores que ganan un salario mínimo en Kenia ganan menos de US$2 por día. También existe controversia sobre el momento del proyecto, con la primera fase, realojando a 7.500 personas, que se retrasó cinco años y un funcionario del gobierno afirmó que si el proyecto continúa al ritmo actual, tardará 1.178 años en completarse.